# سهیلا سلحشور کردستانی
سهیلا سلحشور کردستانی یک کارآفرین، مخترع و استاد دانشگاه ایرانی است. او مدیر عامل شرکت کیتوتک (chitotech) تولیدکننده تجهیزات پزشکی و ملزومات دارویی است. سهیلا سلحشور کردستانی همچنین عضو هیئت علمی دانشکده مهندسی-پزشکی دانشگاه امیرکبیر تهران است. فعالیت‌های او باعث شده تا کنون برای بیش از ۶ هزار نفر به‌طور مستقیم و غیرمستقیم شغل ایجاد شود.

## دوران کودکی
سهیلا سلحشور کردستانی سال ۱۳۳۶ خورشیدی در شهر گنبدکاووس به دنیا آمد. حضور آنها در گنبدکاووس به واسطه شغل پدرش در زمینه نقشه‌کشی و اصلاحات ارضی در وزارت کشاورزی بود. مادر او خانه‌دار بود.

## تحصیلات
سهیلا سلحشور فقط دوره ابتدایی را در ایران تحصیل کرد و سپس پدرش او را برای ادامه تحصیل به انگلیس برد. در کالج چستر انگلستان دیپلم گرفت و پس از آن در دانشگاه دمونتوفورد (لستر) فوق لیسانس شیمی گرفت. در رشته علوم الیاف دانشگاه لیدز فوق لیسانس گرفت و دکتری تخصصی شیمی پروتئین را از همان دانشگاه گرفت و در نهایت دکتری تخصصی بیولوژی مولکولی را از دانشگاه بیرمنگام گرفت.

## بازگشت به ایران
سهیلا سلحشور و همسرش تا سال ۱۳۷۲ در انگلستان مشغول به تحصیل و کار بودند، اما در این سال و در دوران ریاست جمهوری اکبر هاشمی رفسنجانی و دعوت از نخبگان ایرانی برای برگشت و فعالیت علمی و اقتصادی در کشور به ایران برگشت.
سهیلا سلحشور: «الان خوشحالم که به ایران برگشتم و من هرگز بابت این برگشت متاسف نبوده‌ام. هرچند در خارج از کشور هم می‌توانستیم پیشرفت کنیم ولی از برگشت‌مان خوشحالیم.»

## تدریس در دانشگاه
سهیلا سلحشور پس از بازگشت به ایران در دانشگاه امیرکبیر تهران مشغول به تدریس شد و در کنار آن مشغول به انجام کارهای پژوهشی شد. همچنین از سال ۱۳۸۷ تا ۱۳۸۹ به‌عنوان مدیرگروه بیومتریال دانشکده مهندسی – پزشکی امیرکبیر فعالیت کرد و پس از آن به‌عنوان عضو هیئت‌علمی این دانشکده برگزیده شد.

## تولید و اشتغال زایی
فعالیت‌های سهیلا سلحشور به تدریس در دانشگاه و پژوهش محدود نشد. بین سالهای ۱۳۷۶ تا ۱۳۷۷ به عنوان مشاورعالی تحقیقات توسعه شرکت ساخت وسایل پزشکی کارخانه سوپا فعالیت کرد. تحقیقات روی یک دسته از بیوپلیمرها او را متوجه ظرفیت‌های بسیار عظیمی جهت راه‌اندازی کسب‌وکار در آن زمینه نهفته کرد. بر همین اساس کارهای تحقیقاتی در این حوزه را شروع کرد و نتایج به دست آمده نشان داد که کاربردهای پزشکی بسیار گسترده‌ای را می‌توانند داشته باشند. این پژوهش‌ها منجر به ثبت چند اختراع بین‌المللی شد و در گام بعد ایده تأسیس یک شرکت شکل گرفت و در نهایت شرکت «کیتوتک» را در سال ۱۳۸۱ تأسیس و راه اندازی کرد.[۹]

## کیتوتک
کیتوتک (کیفیت تولید تکاپو) ابتدا یک مؤسسه تحقیقاتی بود که بر روی بیوپلیمرهای دریایی و کاربرد پزشکی آنها مطالعه می‌کرد. در ابتدا اکثر کارهای تحقیقاتی با هزینه شخصی سهیلا سلحشور و وام‌های کوچک تا سقف ۵ میلیون تومان که از نهادهای علمی و صنعتی دریافت می‌شد، انجام شد. پس از آن نهاد ریاست جمهوری وامی را تصویب کرد و به کمک همان وام واحد تولیدی شرکت نیز راه اندازی شد.
در حال حاضر کارخانه کیتوتک در زمینه مهندسی- پزشکی فعالیت و سه گروه محصول تولید می‌کند. گروه اول شامل محصولات ضدعفونی‌کننده بدون الکل بر مبنای فناوری‌های جدید می‌شوند، گروه دوم محصولاتی برای قطع خون‌ریزی هستند که برای انعقاد خون به‌کار می‌روند. گروه سوم ترمیم‌کننده‌های بیولوژیک هستند که برای زخم‌های بستر و سایر گروه‌های زخم‌ها مورد استفاده قرار می‌گیرند. محصولاتی که برخی از آن‌ها با برترین محصولات در نوع خود در جهان قابل رقابت هستند و در خاورمیانه تنها تولیدکننده‌اش شرکت کیتوتک است؛ مثلاً نوعی پانسمان در این کارخانه از پوست سخت‌پوستان دریایی تولید می‌شود که نمونه جهانی کمی دارد. می‌توان گفت پانسمان‌های بیو اکتیو پیشرفته کیتوتک برای کلیه بیماران مبتلا به زخم‌های حاد و مزمن مانند زخم پای دیابتی، زخم بستر، زخم‌های ناشی از سوختگی، زخم‌های جراحی، زخم‌های تروماتیک، عروقی، زخم‌های ناشی از بیماری‌های ژنتیکی و خود ایمنی و زخم‌های ناشی از رادیوتراپی، آلرژی، سرطان و … کاربرد دارد. همچنین محصولات ترمیم زخم کیتوتک برای محدوده وسیعی از زخم‌ها و سوختگی‌ها مناسب هستند. محصولات بندآورنده خونریزی کیتوتک در انواع گوناگونی هستند که برای بندآوردن خونریزی‌های وریدی و شریانی مناسب می‌باشند و محلول‌های ضدعفونی کننده سیلوسپت، تکنولوژی جدیدی از محلول‌های ضدعفونی کننده غیرالکلی با استفاده کلوئید نقره هستند. همچنین محصولات تشخیصی جهت بررسی زخم و تشخیص سریع عفونت طراحی شده‌اند.
طی ۱۸ سال گذشته، بیش از ۲۰ هزار بیمار از نژادهای مختلف با انواع متفاوتی از زخم‌های حاد و مزمن با محصولات مراقبت از زخم پیشرفته کیتوتک درمان شده‌اند.
محصولات کیتوتک دارای مجوز از وزارت بهداشت درمان و آموزش پزشکی، گواهی CE، ایزو ۱۳۴۸۵، ایزو ۱۴۰۰۱ و ۲۵ ثبت اختراع ملی و بین‌المللی است.

## کارآفرینی سهیلا سلحشوری کردستانی
سهیلا سلحشور تا به حال برای۷۰۰ نفر شغل مستقیم و برای حدود ۶ هزار نفر نیز شغل غیرمستقیم ایجاد کرده‌است. [۱۴]
کارخانه کیتوتک در شهرک صنعتی اشتهارد واقع شده و در حال حاضر حدود ۱۰۰ نفر پرسنل دارد و بیش از ۹۵درصد از مدیران شرکت کیتوتک و مدیر کارخانه را زنان تشکیل می‌دهند. به گفته سهیلا سلحشور این انتخاب مطلقاً به خاطر جنسیت‌شان نبوده بلکه صرفاً براساس توانایی دانش، دقت و تعهدی که دارند استخدام شده‌اند.

## اختراعات سهیلا سلحشور کردستانی
- پوشش پلیمری زخم
- استخراج کیتین و کیتوسان جهت ترمیم زخم
- پوشش کیتین و کیتوسان و تهیه الیاف
- ساخت نوعی چسب سه‌لایه حاوی داروی ایبوپروفن
- تولید پلی یورنیک اسید به روش اکسیداسیون سلولز
- طراحی و ساخت فیلم زیست‌سازگار به روش نوین
- پوشش پلیمری زخم
- ژل ترمیم‌کننده کیتوهیل
- کیتوسل دارای خاصیت بندآورندگی خونریزی‌های وریدی
- ابزار پاشش پودرهای پزشکی در جراحی با حداقل تهاجم
- محلول ضدعفونی‌کننده زخم و شستشوی دست
- پانسمان شفاف کیتوهیل مناسب ترمیم زخم
- ساخت خمیرهای تزریق پذیر قابل گیرش از جنس نانو بیوسرامیک‌های کلسیم فسفاتی – کیتوسان
- ساخت سیمان نانو کامپوزیتی
- ساخت نانو پلیمر پلی‌یورتان اصلاح شده با کیتوسان
- پانسمان کیتوسل دارای خاصیت بندآورندگی خونریزی‌های وریدی
- ساخت جایگزینی پوستی با پایه نایلون و اجزا بیولوژیکی ژلاتین کندرین ۶ سولفات و کیتوسان.[۳]

## افتخارات سهیلا سلحشور کردستانی
- دریافت جایزه افتخاری محقق برتر در سال ۱۳۷۸ در جشنواره بین‌المللی خوارزمی.
- دریافت افتخار کارآفرین برتر در سال ۱۳۸۷ در چهارمین جشنواره ملی فن‌آفرینی شیخ بهایی، با موضوع طرح تولید پانسمان‌های بیولوژیک ترمیم زخم.
- دریافت افتخار فن آفرین برتر در سال ۱۳۸۷ در چهارمین جشنواره ملی فن‌آفرینی شیخ بهایی با موضوع طرح تولید پانسمان‌های بیولوژیک ترمیم زخم.
- دریافت افتخار استاد برجسته زن در ایران در سال ۱۳۷۸ از دانشگاه الزهرا.
- دریافت افتخار فن‌آفرین برتر در سال ۱۳۸۷ در بنیاد علمی نخبگان و کسب جایزه نوآوری و شکوفایی در همین مراسم.
- کسب لوح تقدیر نوآوری و شکوفایی در سال ۱۳۸۷ در چهارمین جشنواره ملی فن آفرینی شیخ بهایی.
- کسب لوح تقدیر استاد راهنمای پروژه کارشناسی برتر از دانشگاه صنعتی امیرکبیر در سال ۱۳۸۸.
- کسب لوح تقدیر خلاقیت و نوآوری در جشنواره خلاقیت و نوآوری در صنعت و معدن در سال ۱۳۸۹.
- کسب مقام سوم با کسب جایزه، تندیس و لوح ویژه در ششمین جشنواره نانوفناوری در سال ۱۳۹۰.
- کسب لوح افتخار در دومین جشنواره ملی علم تا عمل در سال ۱۳۹۰.
- کسب لوح تقدیر طرح‌های صنایع نوین از همایش سالیانه دستاوردهای صنایع نوین در سال ۱۳۸۸.[۳]